# إيفون بورجوازي
إيفون بورجوازي (بالفرنسية: Yvonne Bourgeois)‏ هي لاعب كرة مضرب فرنسية، ولدت في 1902 في باريس في فرنسا، وتوفي بنفس المكان في 12 مايو 1983.

## وصلات خارجية
- إيفون بورجوازي على موقع الاتحاد الدولي لكرة المضرب (الإنجليزية)
- إيفون بورجوازي على موقع اللجنة الأولمبية الدولية (الإنجليزية)
- إيفون بورجوازي على موقع أوليمبيديا (الإنجليزية)